# Copa Verde 2016
La Copa Verde 2016 è stata la 3ª edizione della Copa Verde, competizione statale riservata alle squadre delle regioni del Nord, del Centro-Ovest e dell'Espírito Santo.
La coppa è stata vinta dal Paysandu vincitore per 3-2 nel doppio confronto contro il Gama.

## Formula
La competizione si svolge ad eliminazione diretta e prevede una prima fase preliminare, seguita da un tabellone a cui accedono le due vincitrici dei preliminari insieme alle restanti quattordici squadre. Il club vincitore ottiene un posto per gli ottavi di finale di Coppa del Brasile 2017.

## Partecipanti
Al torneo partecipano 24 squadre:
- 14 squadre ammesse tramite piazzamenti nelle competizioni nazionali;
- Le migliori 4 squadre secondo il Ranking CBF 2016 non qualificate nel precedente punto;

### Competizioni statali
Squadre ammesse per il miglior piazzamento nei campionati o nelle coppe statali:
| Stato              | Squadra (Città)                     | Motivo qualificazione                                       |
| ------------------ | ----------------------------------- | ----------------------------------------------------------- |
| Acre               | Rio Branco-AC (Rio Branco)          | Vincitore del Campionato Acriano 2015                       |
| Amapá              | Santos-AP (Macapá)                  | Vincitore del Campionato Amapaense 2015                     |
| Amazonas           | Nacional-AM (Manaus)                | Vincitore del Campionato Amazonense 2015                    |
| Amazonas           | Fast Clube (Manaus)                 | Vincitore della Copa Amazonas 2015                          |
| Distretto Federale | Gama (Gama)                         | Vincitore del Campionato Brasiliense 2015                   |
| Distretto Federale | Brasília (Brasilia)                 | 2° nel Campionato Brasiliense 2015                          |
| Espírito Santo     | Espírito Santo (Vitória)            | Vincitore del Campionato Capixaba 2015                      |
| Goiás              | Aparecidense (Aparecida de Goiânia) | 2º nel Campionato Goiano 2015                               |
| Mato Grosso        | Cuiabá (Cuiabá)                     | Vincitore del Campionato Mato-Grossense 2015                |
| Mato Grosso do Sul | Comercial-MS (Campo Grande)         | Vincitore del Campionato Sul-Mato-Grossense 2015            |
| Pará               | Remo (Belém)                        | Vincitore del Campionato Paraense 2015                      |
| Rondônia           | Genus (Porto Velho)                 | Vincitore del secondo turno del Campionato Rondoniense 2015 |
| Roraima            | Náutico-RR (Boa Vista)              | Vincitore del Campionato Roraimense 2015                    |
| Tocantins          | Interporto (Porto Nacional)         | 2º nel Campionato Tocantinense 2015                         |

### Ranking
Squadre ammesse per il miglior piazzamento nel Ranking CBF 2016:
| Pos | Squadra         | Città              | Stato       |
| --- | --------------- | ------------------ | ----------- |
| 30  | Paysandu        | Belém              | Pará        |
| 36  | Luverdense      | Lucas do Rio Verde | Mato Grosso |
| 44  | Vila Nova       | Goiânia            | Goiás       |
| 55  | Águia de Marabá | Marabá             | Pará        |

## Risultati

### Turno preliminare
| Squadra 1  | Totale | Squadra 2       | Andata | Ritorno |
| ---------- | ------ | --------------- | ------ | ------- |
| Fast Clube | 0 – 4  | Águia de Marabá | 0 – 1  | 0 – 3   |
| Brasília   | 1 – 2  | Vila Nova       | 1 – 1  | 0 – 1   |

### Ottavi di finale
| Squadra 1      | Totale | Squadra 2     | Andata | Ritorno |
| -------------- | ------ | ------------- | ------ | ------- |
| Fast Clube     | 1 – 4  | Paysandu      | 1 – 1  | 0 – 3   |
| Genus          | –      | Rio Branco-AC | 2 – 1  | n.d.    |
| Santos-AP      | 5 – 7  | Nacional-AM   | 3 – 3  | 2 – 4   |
| Náutico-RR     | 1 – 7  | Remo          | 1 – 3  | 0 – 4   |
| Comercial-MS   | 0 – 2  | Cuiabá        | 0 – 0  | 0 – 2   |
| Espírito Santo | 0 – 2  | Aparecidense  | 0 – 0  | 0 – 2   |
| Vila Nova      | 5 – 0  | Luverdense    | 4 – 0  | 1 – 0   |
| Interporto     | 1 – 4  | Gama          | 1 – 1  | 0 – 3   |

### Quarti di finale
| Squadra 1   | Totale          | Squadra 2     | Andata | Ritorno |
| ----------- | --------------- | ------------- | ------ | ------- |
| Paysandu    | 6 – 2           | Rio Branco-AC | 1 – 0  | 5 – 2   |
| Nacional-AM | 1 – 2           | Remo          | 1 – 1  | 0 – 1   |
| Cuiabá      | 2 – 3           | Aparecidense  | 1 – 3  | 1 – 0   |
| Vila Nova   | 0 – 0 (3-4 dtr) | Gama          | 0 – 0  | 0 – 0   |

### Semifinali
| Squadra 1    | Totale | Squadra 2 | Andata | Ritorno |
| ------------ | ------ | --------- | ------ | ------- |
| Paysandu     | 6 – 3  | Remo      | 2 – 1  | 4 – 2   |
| Aparecidense | 3 – 4  | Gama      | 1 – 3  | 2 – 1   |

### Finale
| Squadra 1 | Totale | Squadra 2 | Andata | Ritorno |
| --------- | ------ | --------- | ------ | ------- |
| Paysandu  | 3 – 2  | Gama      | 2 – 0  | 1 – 2   |